# Gūdūr (ort i Indien, Telangana)
Gūdūr är en ort i Indien.   Den ligger i distriktet Nalgonda och delstaten Telangana, i den centrala delen av landet, 1 200 km söder om huvudstaden New Delhi. Gūdūr ligger 440 meter över havet och antalet invånare är 5 647.
Terrängen runt Gūdūr är platt. Runt Gūdūr är det ganska tätbefolkat, med 230 invånare per kvadratkilometer. Närmaste större samhälle är Bhongīr, 7,1 km öster om Gūdūr. Omgivningarna runt Gūdūr är en mosaik av jordbruksmark och naturlig växtlighet.